# 木卢语支
木卢语支或木卢–孔索语支是一小群汉藏语系语言，包含木卢语和阿努-孔索语两种记录稀少的语言。它们在汉藏语系内部的地位尚不明确。
Peterson & Wright （2009）则使用“木卢–孔索语支”的名称。

## 系属分类
詹姆斯·马提索夫 （2015）认为木卢语支属于印度东北部语言联盟，:122–149其中包含达尼语支、义都-达让语支、库基-钦-那加语言、曼尼普尔语、卡尔比语和萨尔语群。
另一方面，Bradley （1997）将木卢语支归入缅彝语群，基于Löffler （1966）的观察，木卢语支与缅彝语群共享许多音韵和词汇创新。:118–159:1–71
木卢–孔索语支首先由Peterson & Wright （2009）提出，他们并不认为木卢语支属于缅彝语群。
Peterson （2017:205）注意到木卢语和阿努-孔索语没有任何VanBik （2009）总结的库基-钦语支特征，包括原始藏缅语*s>tʰ、缺乏库基-钦型动词词干交替系统，还缺乏大多数库基-钦语支语言的第一人称单数代词*kaj。
Peterson （2009）认为木卢–孔索语支在藏缅语族下自成一支，并注意到木卢–孔索语支和博多–加罗语支下列相似处。
- 博多–加罗语支
  - =kho“宾格”；木卢语 =k（öj）“宾格”（阿努-孔索语方位格=ko）
  - =ba “也”；阿努-孔索语=pö “也”
  - –ram“处所名词化”；木卢语 –ram“处所名词化”
  - =gVn“将来时标记”；木卢语 –köm ~ kön“虚拟语气标记”（阿努-孔索语 ham）
  - –（k）ha“过去时标记”；木卢语 –khaj ~ -hö“过去时标记”（阿努-孔索语 kö？）
  - –dV“祈使语气标记”；木卢语 –diö“祈使语气标记”（阿努-孔索语 de）

Peterson （2009）认为博多–加罗语支和木卢语支间的相似性是因为木卢语支可能在早期从包含博多–加罗语支的藏缅语族分支上脱落（参见中部藏缅语支和萨尔语群）。

## 语法
木卢语和阿努-孔索语展现SVO（主动宾语序），而不是藏缅语族通常的SOV语序。汉藏语系内部还有SVO语序的只有白语、汉语族和克伦语。